# Glenn Hysén
Glenn Ingvar Hysén (Gotemburgo, 30 de outubro de 1959) é um ex-futebolista sueco que atuava como zagueiro.

## Carreira
Por clubes, Hysén iniciou a carreira em 1978, no IFK Göteborg (mesmo time onde seu avô, seu pai e seu tio-avô jogaram) após passar nas categorias de base do Warta. Entre 1978 e 1983, foram 122 partidas e oito jogos pelos Blåvitt. Tal desempenho chamou a atenção do PSV Eindhoven, que o contratou em 1983.
Voltou ao IFK em 1985, disputando 38 jogos e marcando cinco gols. Hysén passaria ainda por Fiorentina e Liverpool até regressar pela terceira vez ao futebol sueco, desta vez para defender o GAIS, último time de sua carreira, encerrada em 1994.

## Seleção
Pela Seleção Sueca, Hysén competiu na Copa do Mundo FIFA de 1990, sediada na Itália, na qual seu time terminou na vigésima-primeira colocação dentre os 24 participantes.baur Foram duas partidas disputadas, ambas como capitão.
A estreia com a camisa dos Blågult foi em 1981, na partida entre Suécia e Irlanda do Norte. Depois de 68 partidas e oito gols marcados, Hysén disse adeus à carreira internacional ainda em 1990, em jogo contra a Costa Rica. 

## Incidente em Frankfurt
Em 2001, Hysén envolveu-se em uma polêmica no Aeroporto de Frankfurt, na Alemanha. Ele atacou um homem qua havia lhe agarrado no banheiro. 

## Polêmica na Parada Gay de Estocolmo

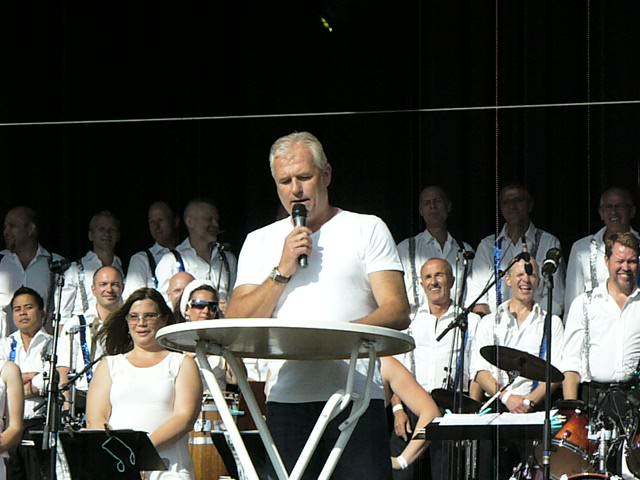
Glenn Hysén discursando na Parada Gay de Estocolmo, em 2007.

Na Parada Gay realizada em Estocolmo, capital da Suécia, Hysén disse que "algumas pessoas do movimento LGBT tinham sido vítimas de agressão e ofensas, mas que se sentiriam afetadas com o incidente do Aeroporto de Frankfurt". Também disse que "é totalmente inaceitável que ninguém sofresse ataques, insultos ou ofensas de cunho homofóbico, por causa de sua opção sexual".
Seguindo seu discurso, o ex-jogador prosseguiu: "como seria fácil para um jovem de 16 anos que joga futebol assumir sua homossexualidade para seus colegas de time?".
Em março de 2011, Anton Hysén, filho mais novo de Glenn, decidiu tornar pública a sua homossexualidade.